# Unkanodes excisa
Unkanodes excisa är en insektsart som först beskrevs av Melichar 1898.  Unkanodes excisa ingår i släktet Unkanodes och familjen sporrstritar. Arten är reproducerande i Sverige. Inga underarter finns listade i Catalogue of Life.